# Адельгейда Бургундская (императрица Священной Римской империи)
Адельгейда Бургундская (Аделаида; итал. Adelaide, нем. Adelheid; около 931[…], Замок Орб, Верхняя Бургундия — 16 декабря 999, Сельц, Священная Римская империя) — королева Германии и Италии, императрица Священной Римской империи, дочь короля Рудольфа II Бургундского и Берты Швабской.
Канонизирована в 1097 году. День поминовения — 16 декабря (католичество).

## Биография
Адельгейда родилась около 931 года. В 947 году она была выдана замуж за сына короля Италии Гуго Арльского — Лотаря, который наследовал отцу после его свержения Беренгаром II Иврейским. Адельгейда по сообщениям современников имела сильное влияние на Лотаря, который, однако, умер уже в 950 году, после чего Беренгар короновался как король Италии вместе с сыном Адальбертом. Чтобы упрочить своё положение, Беренгар II хотел обвенчать сына с Адельгейдой, но так как она противилась этому, держал её в заточении. Ей удалось бежать при помощи капеллана и найти убежище в Каносском замке, принадлежавшем её родственнику, графу Адальберту Атто, откуда она призвала на помощь Германского короля Оттона I Великого.
Оттон I вступил в Италию, уничтожил власть Беренгара и 9 октября 951 года обвенчался с Адельгейдой в Павии в базилике Сан-Микеле, после чего короновался в Риме как король Италии. Адельгейда приобрела большое влияние в политических делах. Через 10 лет, во время нового похода в Италию, Оттон I выступил основателем Священной Римской империи и 2 февраля 962 года короновался в Риме императорской короной. Адельгейда сохранила влияние и при сыне, императоре Оттоне II Рыжем.
В июне 987 года Адельгейда удалилась по неизвестным причинам из Германии в Бургундию, но вернулась снова, когда её помощь стала необходима её внуку — несовершеннолетнему императору Оттону III. Когда же он достиг совершеннолетия, она оставила императорский двор и умерла монахиней 16 декабря 999 года в Сельце, в Эльзасе.
Чествование её имени церковью падает на день её смерти.

## Семья
От первого брака с Лотарем у Адельгейды была одна дочь:
- Эмма Италийская (948 — после 987), королева Западно-Франкского королевства как супруга Лотаря

От второго брака с Оттоном I у Адельгейды было трое сыновей и дочь:
- Генрих (952 — 8 сентября 957)
- Бруно (953 — 6 февраля 999)
- Матильда (954 — 6 февраля 999), первая аббатиса Кведлинбургского аббатства
- Оттон II Рыжий (955 — 7 декабря 983), император Священной Римской империи